# Дахсенхаузен
Дахсенхаузен (њем. Dachsenhausen) општина је у њемачкој савезној држави Рајна-Палатинат. Једно је од 137 општинских средишта округа Рајн-Лан. Према процјени из 2010. у општини је живјело 1.058 становника. Посједује регионалну шифру (AGS) 7141023.

## Географски и демографски подаци
Дахсенхаузен се налази у савезној држави Рајна-Палатинат у округу Рајн-Лан. Општина се налази на надморској висини од 380 метара. Површина општине износи 10,2 km². У самом мјесту је, према процјени из 2010. године, живјело 1.058 становника. Просјечна густина становништва износи 104 становника/km².